# Stefan Vrtel-Wierczyński
Stefan Vrtel-Wierczyński (ur. 26 grudnia 1886 w Hanowcach, zm. 3 lutego 1963 w Poznaniu) – bibliotekarz i bibliograf, historyk literatury polskiej i słowiańskiej, profesor Uniwersytetu Adama Mickiewicza. W latach 1937–1947 (z przerwą podczas wojny) dyrektor Biblioteki Narodowej.

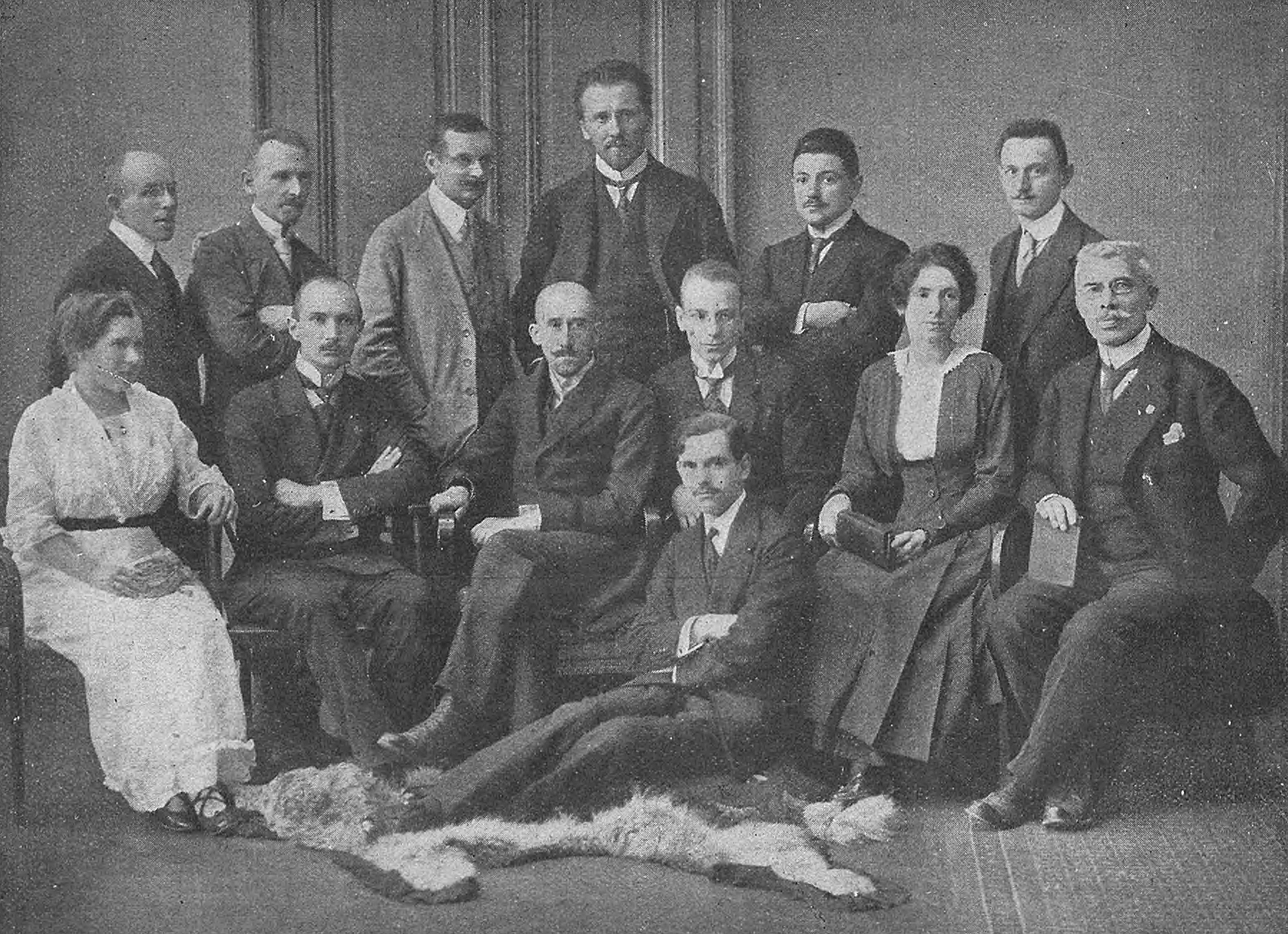
Zarząd Polskiego Archiwum Wojennego w 1915. Drugi od lewej siedzi Stefan Vrtel

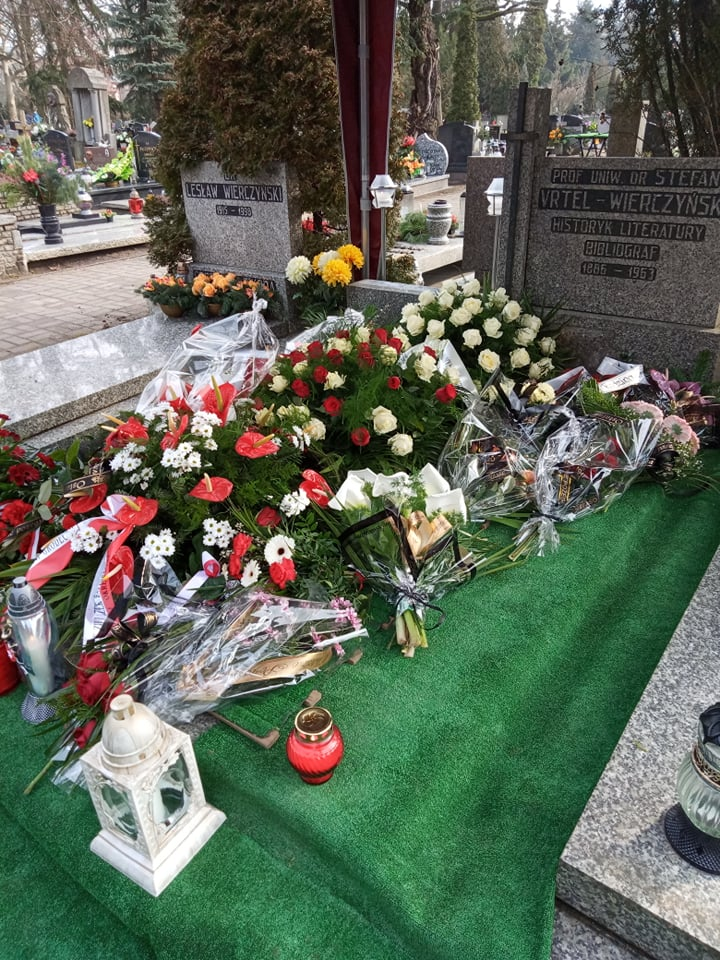
Grób Stefana Vrtel-Wierczyńskiego na cmentarzu Górczyńskim w Poznaniu (15 lutego 2020)

## Życiorys
Był z pochodzenia Czechem. Spolszczoną formę nazwiska: Wierczyński przybrał w roku 1919. Uczęszczał do C. K. Gimnazjum w Stryju, gdzie w 1905 ukończył VIII klasę i zdał egzamin dojrzałości z odznaczeniem (w jego klasie był m.in. Roman Gliniecki). Tu przewodził kółku samokształceniowemu, którego członkiem był m.in. Stanisław Vincenz. Odbył studia na Wydziale Filologicznym Uniwersytetu Jana Kazimierza we Lwowie, w latach 1906–1908 był stypendystą Zakładu Narodowego im. Ossolińskich. Od 1909 do 1919 był nauczycielem w III Gimnazjum we Lwowie. Na podstawie rozprawy z 1912 Przyroda w warszawskim okresie twórczości Z. Krasińskiego uzyskał w 1915 stopień doktora filozofii. Podczas I wojny światowej w 1915 w Wiedniu został członkiem zarządu Polskiego Archiwum Wojennego.
W latach 1919–1920 pracował w Bibliotece Jagiellońskiej, potem do 1927 w Bibliotece Uniwersytetu we  Lwowie, gdzie od 1924 wykładał też bibliografię i bibliotekoznawstwo. W latach 1927–1936 i 1947–1950 pełnił funkcję dyrektora Biblioteki Uniwersyteckiej w Poznaniu. Od 1928 na Uniwersytecie Adama Mickiewicza wykładał księgoznawstwo. Od 1 lipca 1937 do 1940 i w latach 1945–1947 był dyrektorem Biblioteki Narodowej. 29 września 1949 został mianowany profesorem nadzwyczajnym (31 grudnia 1956 zwyczajnym) Uniwersytetu Poznańskiego (w związku z czym od lipca 1950 przestał kierować Biblioteką) i objął Katedrę Literatur Zachodniosłowiańskich (później Katedry Literatur Słowiańskich). Za zasługi położone na polu nauki i jej organizacji, otrzymał w 1956 nagrodę Ministerstwa Szkół Wyższych, a w 1957 nagrodę naukową Poznania.
Był członkiem Towarzystwa Naukowego Lwowskiego, potem Warszawskiego, Towarzystwa Literackiego im. Adama Mickiewicza, kilku komisji PAU, potem Komitetu Slawistyki i Rusycystyki, Komitetu Słowiańskiego i Komitetu Nauk o Literaturze PAN. Działał w Związku Bibliotekarzy Polskich (ZBP) – w 1926 współzałożyciel Koła Lwowskiego, a w 1928 inicjator i przewodniczący Koła Poznańsko-Pomorskiego. W latach 1934–1939 przewodniczący Rady ZBP. W 1946 wznowił „Przewodnik Bibliograficzny”, a w 1947 zainicjował „Bibliografię Zawartości Czasopism”. W 1948 twórca i pomysłodawca Polskiej Bibliografii Literackiej, utworzonej w strukturach Instytutu Badań Literackich. Wydał również zabytki literatury średniowiecznej (m.in. Rozmyślanie przemyskie 1952, Kazania gnieźnieńskie 1953).
Został pochowany na cmentarzu Górczyńskim w Poznaniu (kwatera IIIL-5-2).
Jego córka dr Zofia Grodecka była etnografką i muzealniczką oraz żołnierzem Armii Krajowej.

## Odznaczenia
- Krzyż Komandorski Orderu Odrodzenia Polski,
- Medal Niepodległości (25 lutego 1932)[7],
- Medal 10-lecia Polski Ludowej.

## Upamiętnienie
Na Osiedlu Różany Potok w Poznaniu, nieopodal kampusu uniwersyteckiego, znajduje się ulica S. Vrtela-Wierczyńskiego.